# Lalrindika Ralte
Lalrindika Ralte (Lunglei, 7 settembre 1992) è un ex calciatore indiano, di ruolo centrocampista.

## Carriera

### Club
Ha giocato nella prima divisione indiana.

### Nazionale
Ha giocato nella nazionale indiana dal 2011 al 2022.

## Palmarès

### Club

#### Competizioni nazionali
- Indian Super League: 1

Atlético de Kolkata: 2016